# Hana Kimura
Pour les articles homonymes, voir Kimura.
Hana Kimura (木村 花, Kimura Hana), née le 3 septembre 1997 à Yokohama et morte le 23 mai 2020 à Kōtō, est une catcheuse et une participante d'émissions de télé-réalité japonaise qui travaille pour la World Wonder Ring Stardom (Stardom). Elle est d'origine indonésienne de par son père et japonaise de par sa mère, Kyoko Kimura.
Elle décide de devenir catcheuse en 2016 et commence sa carrière à la Wrestle-1. Elle travaille aussi à la JWP Joshi Puroresu (en) où elle remporte le championnat Junior JWP (en) et le championnat Princess of Pro-Wrestling (en). Elle lutte aussi à la Stardom où elle fait la plus grande partie de sa carrière. Elle y remporte le championnat Artist of Stardom à deux reprises avec Kagetsu (en) et sa mère Kyoko Kimura puis avec Jungle Kyona et Konami (en). Elle est aussi championne Goddess of Stardom avec Kagetsu. En 2019, elle remporte le tournoi 5 ★ Star Grand Prix qui est le tournoi individuel annuel le plus prestigieux de cette fédération.
Courant 2019, elle accepte de participer à l'émission de télé-réalité Terrace House: Tokyo 2019-2020. Au cours de cette émission, elle a une vive altercation avec un autre participant. De plus sa nouvelle popularité en tant que participante de télé-réalité et de catcheuse vedette de la Stardom amène une vague de haters qui la cyberharcèlent. À la suite de cela, elle décide de se suicider le 23 mai 2020. Après sa mort, Fuji TV et Netflix annulent la diffusion des derniers épisodes de Terrace House: Tokyo 2019-2020 et le gouvernement japonais décide de revoir la législation sur le cyberharcèlement.

## Biographie

### Jeunesse
Hana Kimura est la fille de la catcheuse et pratiquante d'arts martiaux mixtes Kyoko Kimura et de son mari d'alors qui est indonésien. Sa mère divorce de ce dernier et épouse Isao Kobayashi qui est pratiquant d'arts martiaux mixtes et adopte Hana,,. Le 21 août 2015, Hana Kimura apparaît pour la première fois sur un ring de catch au cours d'un spectacle de la NEO Japan Ladies Pro-Wrestling (en). Ce jour-là, elle remporte le championnat Iron Man Heavy Metal de la Dramatic Dream Team en battant Tanny Mouse. Son règne prend fin plus tard ce jour-là après sa défaite face à sa mère.

### Débuts à laWrestle-1et diverses fédérations au Japon (2016- 2019)
En octobre 2015, elle s'entraîne pour devenir catcheuse au dojo de la Wrestle-1 (W-1) auprès de Kaz Hayashi,. Elle fait ses débuts le 30 mars 2016 où elle perd face à Reika Saiki (en). Le duo s'est battu plusieurs fois tout au long de 2016. Le 7 août, elle organise un spectacle de catch où elle bat sa mère dans le match phare.
Le 22 janvier 2017, Kyoko Kimura organise un spectacle pour mettre fin à sa carrière. Hana y bat sa mère dans le match phare.
Le 9 janvier 2018, elle signe un nouveau contrat avec la W-1. Elle travaille pour cette fédération jusqu'au 21 mars 2019.

### JWP Joshi Puroresu (2016-2017)
Le 18 septembre, la JWP Joshi Puroresu (en) organise un tournoi pour désigner la championne Junior JWP (en) et championne Princess of Pro-Wrestling (en) que remporte Kimura en éliminant Yuina au premier tour puis Yako Fujigasaki en finale,. Ses règnes prennent fin le 28 décembre après sa défaite face à Yako Fujigasaki.
Le 2 avril 2017, la JWP Joshi Puroresu organise son dernier spectacle. Kimura participe ce jour là à une bataille royale remportée par Kaori Yoneyama.

### World Wonder Ring Stardom(2016-2020)
Hana Kimura rejoint la World Wonder Ring Stardom (Stardom) le 22 septembre 2016. Elle intègre le clan Oedo Tai et remporte avec Kagetsu (en) et Kyoko Kimura un match par équipe face à Jungle Kyona, Momo Watanabe (en) et Mayu Iwatani. Après ce combat, Oedo Tai demande un match pour le championnat Artist of Stardom qu'elles remportent le 2 octobre après leur victoire face à Io Shirai, Kairi Hojo et Mayu Iwatani,. Elles défendent leur titre avec succès à deux reprises : d'abord le 30 octobre face à Hiromi Mimura, Jungle Kyona et Momo Watanabe puis le 23 novembre face à Jungle Kyona, Kairi Hojo et Yoko Bito (en),. En fin d'année, elle se casse le poignet au cours d'un spectacle de la Pro Wrestling Wave (en), ce qui l'éloigne des rings pendant un mois.
Son règne de championne Artist of Stardom prend fin le 7 janvier 2017 après la défaite de Kagetsu (en), Kyoko Kimura et Viper face à HZK, Io Shirai et Momo Watanabe (en). Le 15 avril, elle participe avec Kagetsu et La Rosa Negra (en) à un tournoi pour désigner les championnes Artist of Stardom. Elles se hissent en finale en éliminant Hiromi Mimura, Kairi Hojo et Konami mais elles ne parviennent pas à vaincre AZM, HZK et Io Shirai. Le 21 juin, lors de l'événement Galaxy Stars 2017 de Stardom, Hana Kimura fait équipe avec son collègue Oedo Tai, Kagetsu, pour remporter le championnat Goddess of Stardom en battant l'équipe Jungle de Hiroyo Matsumoto et Jungle Kyona. L'équipe détient les titres pendant près d'un an, se défendant avec succès contre des équipes telles que Jungle Kyona et HZK, Io Shirai et Viper, Jungle Kyona et Natsuko Tora, HZK et Momo Watanabe, Mayu Iwatani et Tam Nakano. L'équipe est battue par Mayu Iwatani et Saki Kashima le 3 juin 2018.
Elle fait une tournée internationale au début de l'année, en compétition pour Ring of Honor, Pro-Wrestling: EVE et diverses promotions au Mexique.
Le 6 avril 2019, aux côtés de Stella Gray, elle affronte Jenny Rose et Oedo Tai (Kagetsu et Hazuki) dans un sombre match au Ring of Honor et à la Supercard G1 de New Japan Pro-Wrestling.
Elle regagne finalement Stardom le 25 mars 2019. Le 14 avril 2019, lors du repêchage Stardom 2019, Hana est nommée cheffe de la faction de l'armée internationale. La faction a été renommée « Tokyo Cyber Squad » le 21 avril 2019. Le 16 mai 2019, Hana Kimura remporte le championnat Artist of Stardom après avoir battu Mayu Iwatani, Saki Kashima et Tam Nakano.
Hana Kimura a rejoint Terrace House en septembre 2019.
Le 4 janvier 2020, Kimura, avec Giulia, combat avec Mayu Iwatani et Arisa Hoshiki lors d'un Dark Match au Wrestle Kingdom 14 de New Japan Pro-Wrestling à Tokyo Dome.

### Mort
Le 23 mai 2020, Hana Kimura décède à l'âge de 22 ans. Quelques heures plus tôt, elle avait posté sur ses réseaux sociaux des images d'automutilation et se serait suicidée à cause du cyberharcèlement qu'elle subissait. Le 27 mai, Fuji TV et Netflix annulent la diffusion des derniers épisodes de Terrace House: Tokyo 2019-2020,. Quelques jours plus tard, Sanae Takaichi, ministre des Affaires intérieures et des Communications, déclare qu'il est nécessaire de modifier la législation sur le cyberharcèlement. Elle veut notamment contraindre les réseaux sociaux à révéler l'identité ou le numéro de téléphone des cyberharceleurs.

## Filmographie
- 2017 : Tokyo Talk Show
- 2019-2020 : Terrace House: Tokyo 2019-2020
- 2020 : Décennie perdue

## Palmarès
- Dramatic Dream Team (DDT)
  - Championnat Ironman Heavymetalweight (1 fois)[35],[36]
- JWP Joshi Puroresu
  - Championnat Princess of Pro-Wrestling (1 fois)
  - Championnat JWP Junior (1 fois)
  - Tournoi titre junior JWP 2016
  - Tournoi JWP Princess of Pro-Wrestling 2016
- World Wonder Ring Stardom
  - Artist of Stardom Championship (2 fois) - avec Jungle Kyona et Konami (1) et Kagetsu et Kyoko Kimura (1)
  - Championnat de déesse de la célébrité (1 fois) - avec Kagetsu
  - 5 ★ Star GP (2019)[37]
  - Prix du meilleur Tag Team (2017) avec Kagetsu[38]
  - Prix Fighting Spirit (2019)[39]

## Récompenses des magazines
- Pro Wrestling Illustrated

| Année | 2018 | 2019 |
| ----- | ---- | ---- |
| Rang  | 60   | 61   |